# 金州站
金州站位于中国辽宁省大连市金州区，经过铁路有沈大铁路、丹大城际铁路及金庄铁路。车站为中国铁路沈阳局集团直属的一等站，集编组、货运、客运一体，编组办理沈大、金庄、金窑、甘井子、旅顺等线路方向交换车流和烟大铁路轮渡的改编作业，承担大连港杂货码头和新港码头物资运输。除本站站场外还下辖3个中间站和4个车间。

## 历史

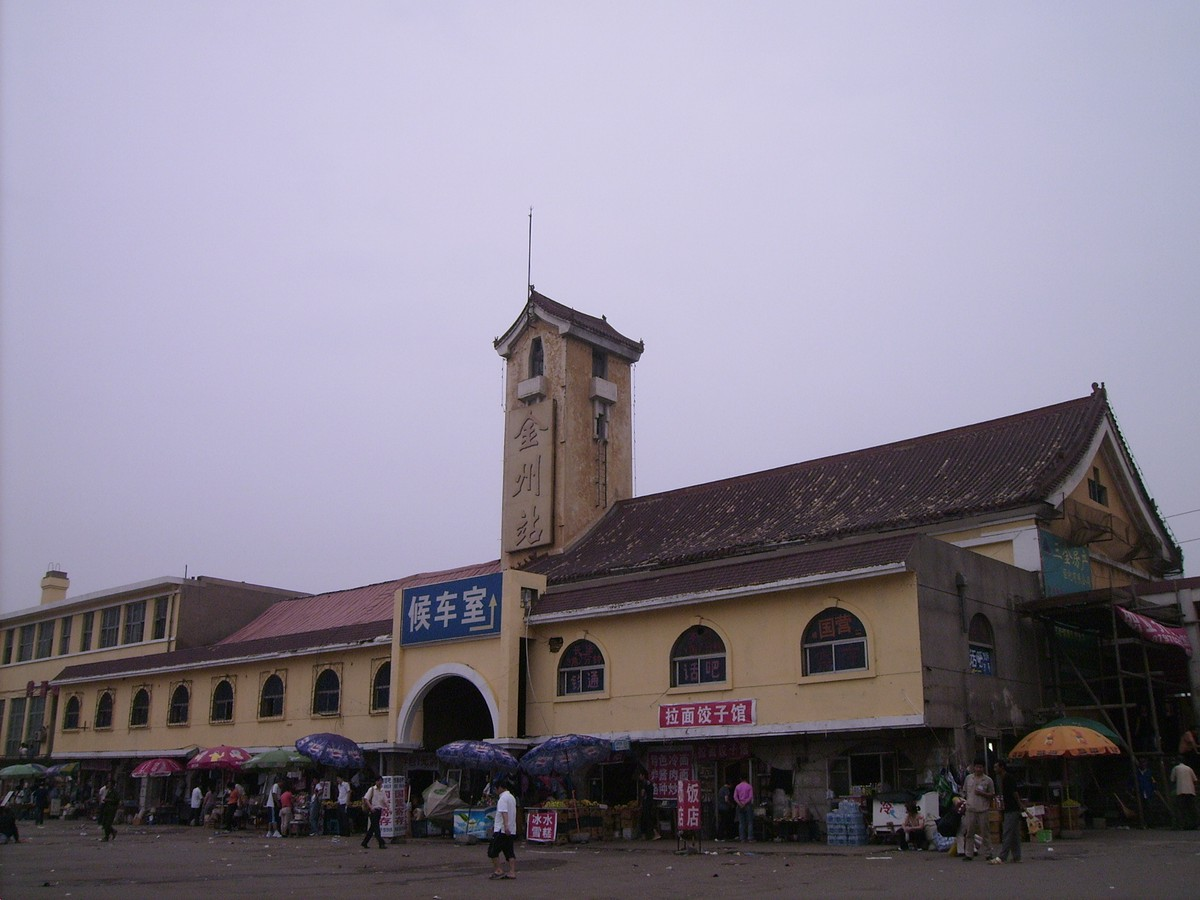
改造前的金州站（2007年）

金州站于1903年随中长铁路南段随建成启用，站房单层俄式砖木结构，建筑面积508平方米，时为四等站，隶属沙俄关东省铁路公司。1938年：金州站遭遇火灾被毁，后重建车站:393。
1990年代在哈大铁路电气化工程中新建编组场，规模二级四场。
2008年6月11日：金州站改造工程开工，拆除旧站房，于原址重建新站房，增加塔楼。站房建筑面积839平方米，站台建筑面积10592平方米。改革开放后，对屋顶进行过中式建筑风格的改造。2011年1月：升级为一等站。
2015年1月22日车站开始站场改造，南行至大连的列车暂不在金州站办理客运业务，4月25日恢复。2015年12月17日，丹大快速铁路开始运营，金州站开始停靠和谐号动车组列车。

## 使用情况
车站站房共有上下两层，二层候车室面积2200余平方米，设有600个座位。金州站站场分为客运车站和运转场两部分。其中客场分为上行和下行两部分，1站台为丹大快铁去往丹东方向列车停靠，2站台为丹大快铁往大连方向列车停靠，3站台为沈大铁路去往沈阳方向列车停靠；上行客场位于运转场东侧，设有4、5站台，有沈大铁路往大连方向列车停靠。上行客场与站房间设有长147米的地道连接。

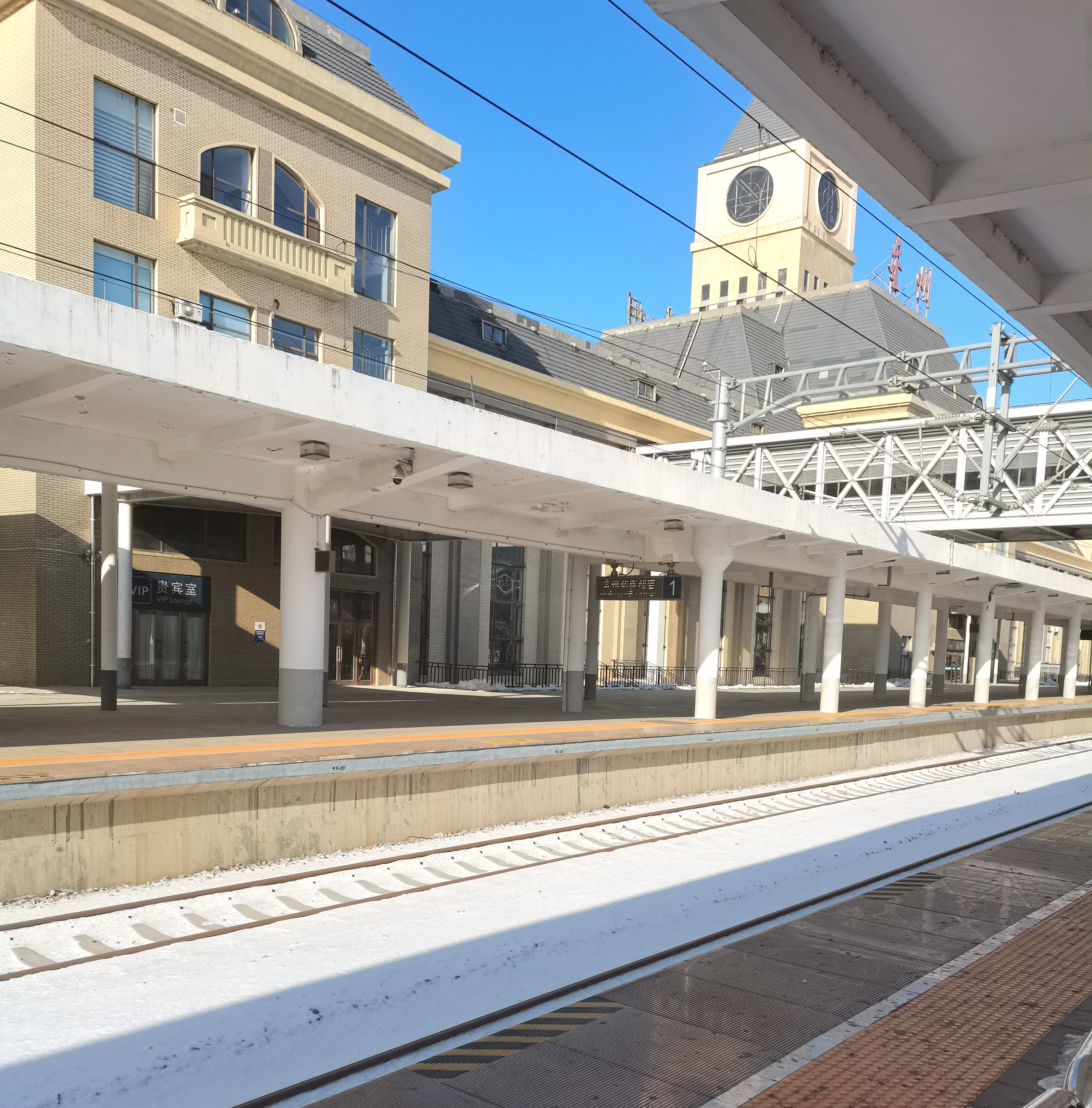
金州站站台

金州站运转场规模二级五场，分别为上行到达场（Ⅱ场）、上行编组场（Ⅳ场），下行到达场（Ⅰ场）、下行编组场（Ⅲ场）和下行直通场（Ⅴ场）。
| 西↑ | 站房 |                                                  |  |
|     | 侧式 |                                                  |  |
|     | 1    | 下行客场 （大连北站）丹大快铁 下行（广宁寺站）   |  |
|     | 2    | 下行客场 （大连北站）丹大快铁 上行（广宁寺站）   |  |
|     | 岛式 |                                                  |  |
|     | 3    | 下行客场 到发线                                  |  |
|     |      | 下行客场 （大连北站）沈大铁路 下行（二十里台站） |  |
|     |      | 大连机务段金州运用车间、上行到达场               |  |
|     | 4    | 上行客场 （大连北站）沈大铁路 上行（二十里台站） |  |
|     | 岛式 |                                                  |  |
|     | 5    | 上行客场 到发线                                  |  |
| 东↓ |      |                                                  |  |